# Holocaust in Italië
De Holocaust in Italië was de uitvoering van de doelstelling van nazi-Duitsland om de Italiaanse Joden te deporteren en vervolgens systematisch te vermoorden. De meeste slachtoffers vielen na de Italiaanse overgave op 8 september 1943. Voor de Tweede Wereldoorlog besloeg de Joodse bevolking van Italië bijna zestigduizend zielen. Bijna achtduizend personen verloren het leven tijdens de oorlog, de meesten in concentratiekamp Auschwitz.

## Achtergrond

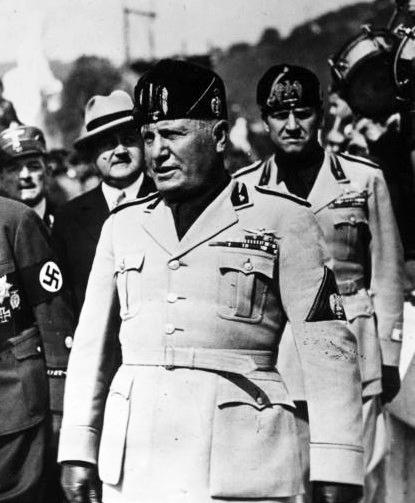
Benito Mussolini in 1938.

Italië kende al voor het begin van de moderne jaartelling een Joodse gemeenschap. Aan het begin van de twintigste eeuw was deze goed geïntegreerd. Na de machtsovername van de fascist Benito Mussolini in 1922 werden de Joden in Italië aanvankelijk grotendeels met rust gelaten, ondanks dat antisemitisme ook bij verschillende fascistische leiders, zoals Achille Starace en Roberto Farinacci, aanwezig was. Sommige Joden waren zelfs actief binnen de Partito Nazionale Fascista.
De eerste grote verandering waren de invoering van de Italiaanse Raciale Wetten in 1938. Italiaanse Joden verloren daardoor burgerrechten, waaronder het recht op werk, bezit en onderwijs. Zij werden verwijderd uit overheidsdienst, de strijdkrachten en het openbaar onderwijs. Zesduizend Joden emigreerden om aan de vervolgingen te ontkomen.

## Tweede Wereldoorlog

### Eerste concentratiekampen
Na de Italiaanse inmenging in de Tweede Wereldoorlog in juni 1940 opende de regering zo'n vijftig concentratiekampen voor politieke gevangenen. Daar werden onder andere ruim tweeduizend Joden met een buitenlandse nationaliteit opgesloten. In de kampen werden zij redelijk behandeld. Er werd geen geweld tegen hen gebruikt. De omstandigheden voor Roma waren veel zwaarder. De autoriteiten stelden dat zij gewend waren aan de zwaardere leefomstandigheden, waardoor zij veel minder voedsel kregen en de basisomstandigheden veel slechter waren.

### Bezetting van Noord-Italië

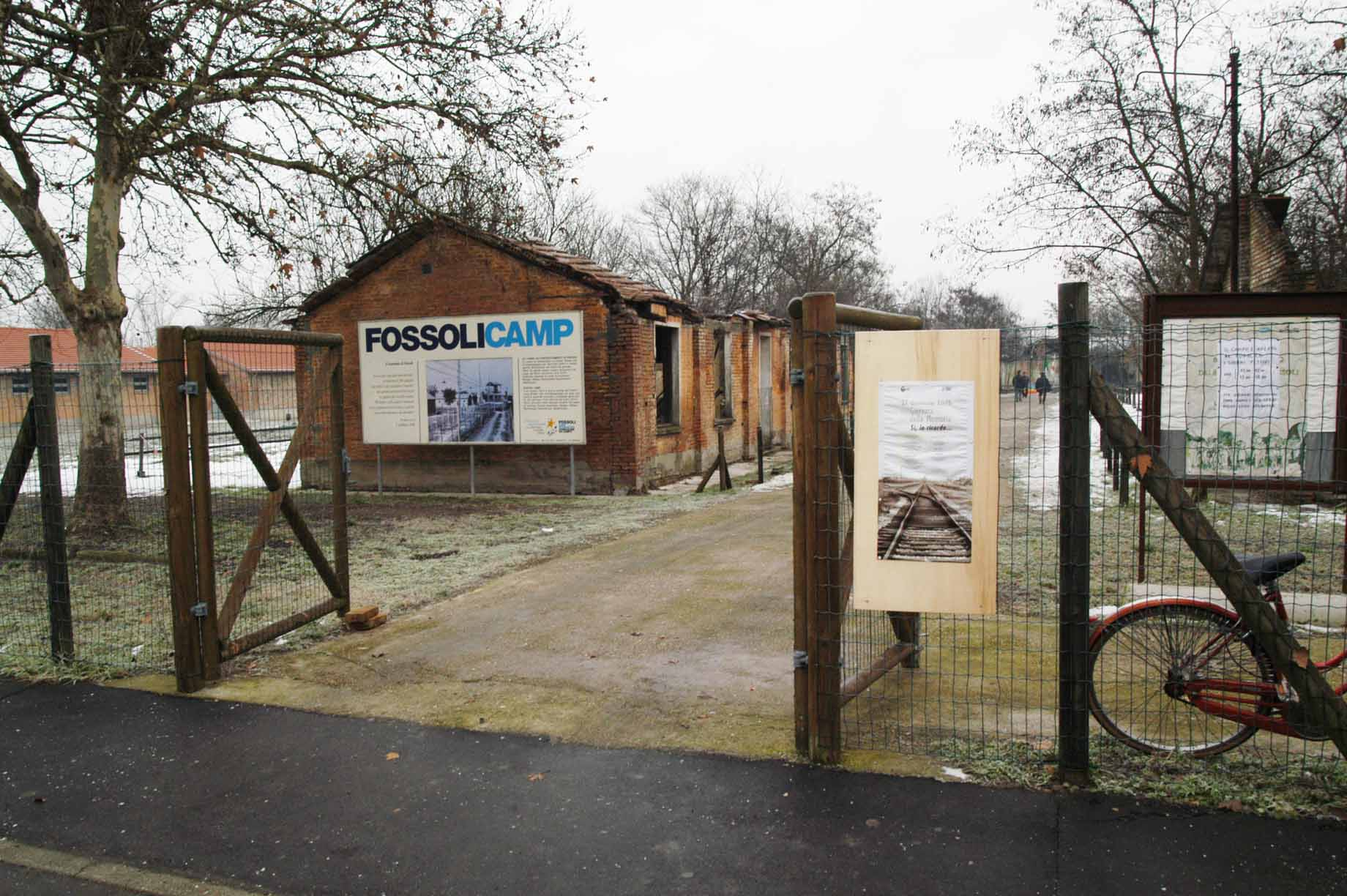
De ingang van het concentratiekamp Fossoli.

Tot september 1943 waren er in Italië geen Joden vermoord of gedeporteerd naar Duitse concentratiekampen. In door het Italiaanse leger bezette gebieden in Griekenland, Frankrijk en Joegoslavië werden de daar aanwezige Joden actief beschermd. Duitsland ondernam geen serieuze poging om Mussolini over te halen om de Italiaanse Joden over te dragen. Tegelijkertijd was er wel ergernis aan Duitse kant over de Italiaanse houding. Andere Asmogendheden zoals Hongarije en het Vichyregime in Frankrijk volgden namelijk het Italiaanse voorbeeld en weigerden aanvankelijk hun Joodse bevolking uit te leveren.
De regering van Mussolini werd op 25 juli 1943 afgezet, hijzelf werd gearresteerd. Er werd een begin gemaakt met de vrijlating van Joodse gevangenen. Na de Italiaanse overgave aan de geallieerden bezette Duitsland het noorden van Italië en vestigde daar de vazalstaat de Italiaanse Sociale Republiek met de inmiddels bevrijde Mussolini aan het hoofd.
Met de Duitse bezetting van Noord-Italië begon ook de actieve jacht op de achtergebleven Joden. Tijdens de eerste fase die duurde van pakweg oktober 1943 tot januari 1944 maakten mobiele Einsatzgruppen onder leiding van Theo Dannecker jacht op Joden in alle Italiaanse grote steden onder Duits bewind. Deze acties hadden beperkt succes. Zo ontkwam mede dankzij hulp van de Italiaanse politie negentig procent van de Joodse bevolking van Rome. De wel opgepakte Joden werden overgebracht naar kampen in Borgo San Dalmazzo, Fossoli en Bolzano. Tegen het einde van 1943 waren er bijna vijfduizend Italiaanse Joden gedeporteerd naar Auschwitz, van wie slechts driehonderd de oorlog overleefden.
De tweede fase werd ingeluid met de vervanging van Dannecker door Friedrich Boßhammer. Boßhammer organiseerde een centraal systeem waarbij de Duitse politie in samenwerking met de Italiaanse politie achter de Italiaanse Joden aangingen. Tot dan toe had de Italiaanse politie slechts incidenteel op verzoek van de Duitsers geholpen bij de arrestatie van Joden. Die houding veranderde na het Congres van Verona in november 1943 waar de Italiaanse fascisten Joden tot "vijanden van de staat" verklaarden. In november 1943 kreeg de politie van minister van Binnenlandse Zaken Guido Buffarini Guidi de opdracht alle Joden te arresteren en hun bezittingen in beslag te nemen. 
Voor de oorlog telde Italië een Joodse gemeenschap van bijna zestigduizend zielen. Van hen overleefde grofweg achtduizend de oorlog niet. Tegen het einde van de oorlog waren een geschat aantal van zesentachtig honderd Joden uit Italië en door Italië gecontroleerde gebieden in Frankrijk en Griekenland op transport gezet naar Auschwitz. Ongeveer een duizendtal overleefde dit. Ongeveer vijfhonderd Joden werden naar andere kampen als Bergen-Belsen en Ravensbrück gestuurd. Driehonderd Joden uit Libië, voor de oorlog een Italiaanse kolonie, waren in 1942 overgebracht naar het Italiaanse vasteland. Zij kwamen terecht in Bergen-Belsen waar de meesten de oorlog overleefde. Verder vonden zo'n driehonderd Joden de dood in Italië, waarvan de helft tijdens de moordpartij in de Ardeatijnse grotten en nog eens vijftig bij het bloedbad bij Lago Maggiore.

## Zigeunervervolging
Al vanaf de begin van het fascistisch regime in 1922 werd de zigeunerbevolking van Italië vervolgd. In 1926 werd er een wet aangenomen dat alle "buitenlandse zigeuners" het land moesten worden uitgezet. Vanaf september 1940 werden zij opgesloten in speciale detentiekampen.  Na de Italiaanse overgave kwamen veel van die kampen onder Duits bewind te staan. Er is weinig onderzoek gedaan naar de invloed van de Duitse bezetting op de zigeunerbevolking. Zo is niet bekend hoeveel er op transport zijn gezet of in de Italiaanse kampen zijn overleden. Het aantal doden onder het Italiaanse fascisme is ook onbekend, maar wordt geschat op enkele duizenden.

## Daders

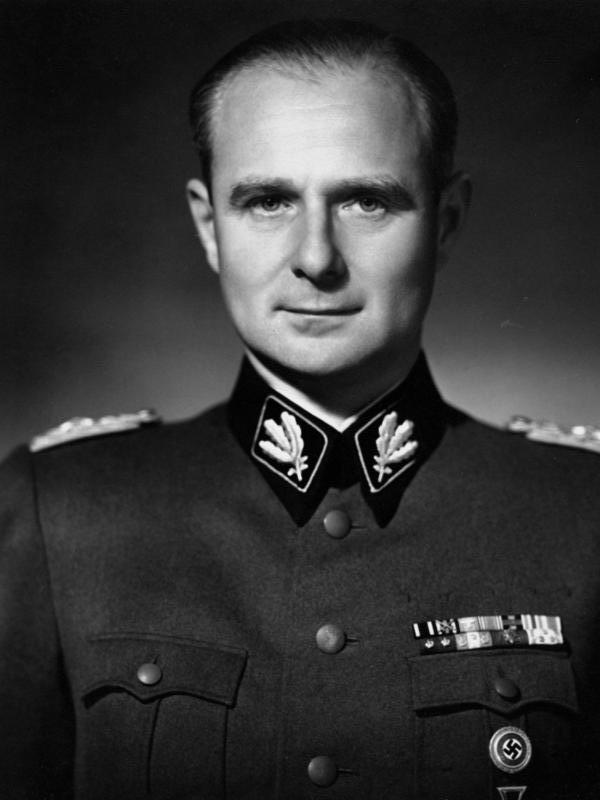
Karl Wolff die als hoogste SS'er een sleutelrol vervulde bij de vervolging van de Italiaanse Joden.

SS-Obergruppenführer Karl Wolff, de hoogste SS'er in Italië en hoofd van de politie, verzamelde een groep mannen om zich heen die ervaring hadden opgedaan met de vervolging van Joden in met name Oost-Europa. Odilo Globočnik was eerder actief geweest in het Poolse Lublin en werd hoofd van de politie in de kuststreek. Karl Brunner kreeg dezelfde verantwoordelijkheid in Zuid-Tirol. Datzelfde gold voor Willy Tensfeld die noord- en west-Italië onder zich kreeg. De Sicherheitsdienst viel onder Wilhelm Harster die eerder dezelfde functie in Nederland had vervuld. Theodor Dannecker had eerder een rol gespeeld bij de deportatie van Joden uit Griekenland. In Italië kreeg hij dezelfde taak toebedeeld. Zijn superieuren vonden dat zijn werk te wensen overliet. Daarom werd hij vervangen voor  Friedrich Boßhammer, net als Dannecker een naaste medewerker van Adolf Eichmann. Martin Sandberger was het hoofd van de Gestapo in Verona en had een sleutelrol bij de jacht op de Italiaanse Joden.

### Veroordelingen
Na de oorlog zijn een aantal Duitsers betrokken bij de vervolging van de Joodse bevolking veroordeeld. Een aantal werd veroordeeld vanwege hun rol bij de moordpartij in de Ardeatijnse grotten. Veldmaarschalk Albert Kesselring, hoofd van de Asstrijdkrachten in Noord-Italië, Eberhard von Mackensen, commandant van het 14e Leger en Kurtz Mälzer, militair commandant van Rome, werden allen ter dood veroordeeld. Zij kregen echter gratie en werden in 1952 vrijgelaten. Mälzer stierf kort voor zijn vrijlating. Aan SS-zijde kreeg het hoofd van Romeinse politie Herbert Kappler een gevangenisstraf opgelegd, maar hij ontsnapte naar Duitsland. In 1997 kregen Erich Priebke en Karl Hass een straf opgelegd.
Dannecker, hoofd van het Italiaanse Judenreferat, pleegde zelfmoord na zijn arrestatie in december 1935. Diens opvolger Friedrich Boßhammer verdween na 1945 van de radar. Hij vond werk als advocaat in Wuppertal. In 1968 werd hij alsnog gearresteerd en kreeg een levenslange gevangenisstraf opgelegd vanwege zijn rol bij de deportatie van meer dan drieduizend Joden naar Auschwitz. Hij stierf een paar maanden na zijn veroordeling in april 1972 zonder een dag in de gevangenis te hebben doorgebracht.
Karl Friedricht Titho's rol als kampcommandant in Fossoli en Bolzano bij de deportatie van Joodse gevangenen naar Auschwitz werd aan heg begin van de jaren zeventig onderzocht door de Duitse justitie in Dortmund. Het onderzoek werd beëindigd omdat niet kon worden bewezen dat Titho wist dat hun de dood te wachten stond. Hij werd ook berecht voor de executie van zevenenzestig gevangen, een represaillemaatregel vanwege een aanval van partizanen. Het gerechtshof oordeelde dat hij niet kon worden berecht voor moord, maar ten hoogste voor doodslag. Dat ging niet meer, omdat dat misdrijf was verjaard.
Zes leden van de Leibstandarte-divisie werden in 1968 veroordeeld voor hun rol bij het bloedbad bij Lago Maggiore. Drie mannen kregen een levenslange gevangenisstraf opgelegd, terwijl twee anderen een celstraf van drie jaar opgelegd kregen. Een zesde lid overleed tijdens het proces. Het Bundesgerichtshof sprak de mannen toch vrij. Normaal stond binnen het Duitse recht een verjaringstermijn van twintig jaar. Wat betreft Duitse oorlogsmisdaden ging die termijn pas in na de Duitse overgave in mei 1945. De massaslachting was echter gedurende de oorlog al onderzocht door het eigen legeronderdeel, overigens zonder dat dit gevolgen had voor de zes mannen. Daardoor was de verjaringstermijn al in 1943 ingegaan en hadden de mannen uiterlijk in 1963 aangeklaagd moeten worden.

## Houding Italiaanse bevolking
Op de rol die Italiaanse collaborateurs speelden bij de vervolging van de Joden is na de oorlog weinig gereflecteerd. Een markeerpunt was het boek van de hoogleraar in de moderne geschiedenis Simon Levis Sullam dat in 2015 verscheen. In het boek The Italian Executioners: The Genocide of the Jews of Italy scheef Sullam dat de helft van de Joden die de dood vond tijdens de Tweede Wereldoorlog gearresteerd werd door een Italiaan. Veel van die arrestaties konden alleen verricht worden dankzij tips van Italiaanse burgers. Na de oorlog voerde Italië een algemene amnestie door, waardoor veel betrokkenen bij de Holocaust vrijuit gingen. De Italianen zagen zichzelf vooral als diegenen die de Joden hadden beschermd tegen de Duitse terreur. Dit beeld kantelde pas in de jaren negentig, onder andere nadat de Italiaanse Raciale Wetten in boekvorm werden gepubliceerd. Daarbij werd benadrukt dat deze wetten deels strikter waren dan de eerste anti-Joodse wetten in nazi-Duitsland.
Anno 2018 hadden bijna zevenhonderd Italianen van het Israëlische holocaustcentrum Yad Vashem de eretitel Rechtvaardige onder de Volkeren ontvangen. De meest bekende is de wielrenner Gino Bartali, winnaar van de Tour de France in 1938 en 1948.